# موتور رسول بخش جادگال
موتور رسول بخش جادگال یک منطقهٔ مسکونی در ایران است که در دهستان پیرسهراب واقع شده‌است. موتور رسول بخش جادگال ۱۰۹ نفر جمعیت دارد.